# Ennstalbahn
Az Ennstalbahn egy 98,6 km hosszúságú, 15 kV, 16,7 Hz-cel villamosított, egyvágányú normál nyomtávolságú vasúti fővonal Ausztriában Bischofshofen és Selzthal között.
Eredetileg a Kaiserin Elisabeth-Bahn épített és üzemeltetett. A vasút fontos összeköttetést jelent Stájerországnak Salzburg, Nyugat-Ausztria és Németország felé. Egy nagyon rövid szakasz kivételével a vonal egyvágányú. Az évtizedekkel ezelőtt megkezdett kétvágányúvá fejlesztésnek csak néhány maradványa van. A sok szűk ív és néhány nem biztosított vasúti átjáró miatt az átlagsebesség rendkívül alacsony egy fővonalhoz képest.

## Története
A Selzthal-Bischofshofen-Wörgl-vasútvonalat a Kaiserin Elisabeth-Bahn építtette, és 1875. augusztus 6-án nyitották meg. A vonalat egy ideig "Giselabahn"-nak is nevezték. A jogalap az 1872. április 10-i 48. számú törvény és az 1872. november 10-i koncesszió volt a 170. számú birodalmi törvénycikk szerint.
1879-ben a Bischofshofen-Selzthal vonal építési hossza 97,974 km volt. 1877. október 23-tól a k.k. priv. Kronprinz Rudolf-Bahn Gesellschaft (KRB) a Stainach (ma Stainach-Irdning)-Selzthal szakaszra közös használati szerződést kötött.
A Kaiserin Elisabeth-Bahn 1884-es államosításával a vonal állami tulajdonba került, és ezentúl a Császári és Királyi Osztrák Államvasutak üzemeltették. A vonalat a második világháború után több szakaszon villamosították.
Eredetileg úgy tervezték, hogy az Ennstalbahnt kétvágányúvá bővítik, legalábbis egyes szakaszokon. 2000 körül kezdődtek meg a munkálatok a Wörschach-Schwefelbad megállóhely és Stainach-Irdning állomás közötti első meghosszabbított szakaszon, amely néhány évvel később készült el - az Ennstalbahn egyetlen kétvágányú szakaszaként. Ezen a szakaszon egy rövid szakaszon 120 km/h is megengedett, ami a legnagyobb megengedett sebesség az Ennstalbahnon. További tervek között szerepelt a Stainach-Irdning-St. Martin am Grimming, Wörschach-Liezen Ost (Selzthal hurokhoz való csatlakozás), Öblarn-St. Martin am Grimming, Radstadt-Mandling vagy a Raum Haus im Ennstal szakaszok felújítása. Jelenleg azonban egyik projekt sem élvez prioritást.
A 2013-as schladmingi alpesi sí-világbajnokságra való felkészülés jegyében az ottani állomás vasúti létesítményeit teljesen átalakították egy széles, akadálymentesített központi peronnal és egy aluljáróval. Csak a történelmi fogadóépület maradt meg. Ezenkívül Haus im Ennstal és Schladming állomások között egy vágányblokkot építettek be a sűrűbb vonatközlekedés érdekében. 2016-ban és 2017-ben Liezen állomást átalakították. Itt is épült egy aluljáró és egy új, akadálymentesített központi peron; emellett a történelmi fogadóépületet egy modern, funkcionális épület váltotta fel. További átalakítások révén a Pichl és Selzthal közötti stájerországi szakaszon a Haus állomás kivételével a regionális vonatok már akadálymentesítettek a kerekesszékkel közlekedők számára.
Az Ennstalbahn állomásfelújítása a következő években folytatódik, és a vasúti átjárók számát is csökkenteni fogják alul- és felüljárók építésével.